# Myrtjärnen, Hälsingland
Myrtjärnen är en sjö i Hudiksvalls kommun i Hälsingland och ingår i Nianåns huvudavrinningsområde.